# Liste des aérodromes en Bulgarie
Les aérodromes en Bulgarie sont classés en plusieurs types, suivant leurs activités et certification.

## Aéroports
| Nom de l'aéroport             | Commune de l'aéroport | Code AITA | Code OACI | Alt. en m | Nb de pistes | Coordonnées | Remarques |
| ----------------------------- | --------------------- | --------- | --------- | --------- | ------------ | ----------- | --------- |
| Aéroport de Bourgas           | Bourgas               |           |           |           |              |             |           |
| Aéroport de Gorna Oryahovitsa | Gorna Oryahovitsa     |           |           |           |              |             |           |
| Aéroport de Plovdiv           | Plovdiv               |           |           |           |              |             |           |
| Aéroport de Roussé            | Roussé                |           |           |           |              |             |           |
| Aéroport de Sofia             | Sofia                 |           |           |           |              |             |           |
| Aéroport de Stara Zagora      | Stara Zagora          |           |           |           |              |             |           |
| Aéroport de Varna             | Varna                 |           |           |           |              |             |           |

## Aérodromes
| Nom de l'aérodrome            | Commune de l'aérodrome | Code AITA | Code OACI | Alt. en m | Nb de pistes | Coordonnées | Remarques |
| ----------------------------- | ---------------------- | --------- | --------- | --------- | ------------ | ----------- | --------- |
| Aérodrome de Baltchik         | Baltchik               |           |           |           |              |             |           |
| Aérodrome de Bohot-LM (en)    | Bohot (en)             |           |           |           |              |             |           |
| Aérodrome de Grivitza (en)    | Grivitza               |           |           |           |              |             |           |
| Aérodrome de Dolna Bania (en) | Dolna Bania (en)       |           |           |           |              |             |           |
| Aérodrome d'Erden (en)        | Erden                  |           |           |           |              |             |           |
| Aérodrome d'Izgrev (en)       | Izgrev (en)            |           |           |           |              |             |           |
| Aérodrome d'Ihtiman           | Ihtiman                |           |           |           |              |             |           |
| Aérodrome de Kainardja        | Kainardja Airfield     |           |           |           |              |             |           |
| Aérodrome de Lesnovo (en)     | Lesnovo                |           |           |           |              |             |           |
| Aérodrome de Polikraishte     | Polikraishte Airfield  |           |           |           |              |             |           |
| Aérodrome de Primorsko        | Primorsko              |           |           |           |              |             |           |

## Autres aérodromes
| Nom de l'aérodrome  | Commune de l'aérodrome | Code AITA | Code OACI | Alt. en m | Nb de pistes | Coordonnées | Remarques |
| ------------------- | ---------------------- | --------- | --------- | --------- | ------------ | ----------- | --------- |
| Aérodrome Kalvatcha | Kazanlak               |           |           |           |              |             |           |

## Aéroports militaires
| Nom de l'aéroport                                 | Commune de l'aéroport | Code AITA | Code OACI | Alt. en m | Nb de pistes | Coordonnées | Remarques |
| ------------------------------------------------- | --------------------- | --------- | --------- | --------- | ------------ | ----------- | --------- |
| Base aérienne de Bezmer (en)                      | Bezmer                |           |           |           |              |             |           |
| Aérodrome de Buhovtsi (Aéroport de Targovichté)   | Targovichté           |           |           |           |              |             |           |
| Base aérienne Vrajdebna                           | Sofia                 |           |           |           |              |             |           |
| Base aérienne de Kroumovo                         | Kroumovo              |           |           |           |              |             |           |
| Base aérienne de Dobroslavtsi (en)                | Dobroslavtsi          |           |           |           |              |             |           |
| Base aérienne de Dolna Mitropolia (en)            | Dolna Mitropoliya     |           |           |           |              |             |           |
| Base aérienne de Gabrovnitsa (en)                 | Gabrovnitsa           |           |           |           |              |             |           |
| Base aérienne comte Ignatiev                      | Graf Ignatievo        |           |           |           |              |             |           |
| Base aérienne de Ravnets (en)                     | Ravnets (en)          |           |           |           |              |             |           |
| Aérodrome de Silistra (Polkovnik Lambrinovo) (en) | Silistra              |           |           |           |              |             |           |
| Aérodrome de Sliven (en)                          | Sliven                |           |           |           |              |             |           |
| Base aérienne de Uzundjovo                        | Uzundjovo (en)        |           |           |           |              |             |           |
| Aérodrome de Vidin                                | Vidin                 |           |           |           |              |             |           |